# San Lorenzo de Biberatica
San Lorenzo de Biberatica var en kyrkobyggnad i Rom, helgad åt den helige martyren Laurentius. Kyrkan var belägen vid dagens Via Quattro Novembre i Rione Trevi.
Tillnamnet ”Biberatica” åsyftar det antika distriktet Biberatica. Distriktet Biberatica, av latinets bibere, "dricka", fick sitt namn av att det hyste många brunnar och vattenkällor.

## Kyrkans historia
Kyrkans första dokumenterade omnämnande förekommer i Catalogo di Cencio Camerario, en förteckning över Roms kyrkor, sammanställd av Cencio Savelli år 1192 och bär där namnet sco. Laurentio Beberatice.
Kyrkan San Lorenzo de Biberatica revs under 1500-talets senare hälft.

## Omnämningar i kyrkoförteckningar
| Katalog                      | År         | Benämning                                          |
| ---------------------------- | ---------- | -------------------------------------------------- |
| Catalogo di Cencio Camerario | 1192       | sco. Laurentio Beberatice                          |
| Il Catalogo di Torino        | cirka 1320 | Ecclesia sancti Laurentii de Biberatica            |
| Il Catalogo del Signorili    | cirka 1425 | sci. Laurentii in liberatica                       |
| Il Catalogo del 1555         | 1555       | S. Laurentioli prope Forum Traiani regione Montium |